# Episodi di Streghe (serie televisiva 1998) (terza stagione)
La terza stagione della serie televisiva Streghe è composta da 22 episodi ed è stata trasmessa negli Stati Uniti dal canale The WB dal 5 ottobre 2000 al 17 maggio 2001.
In Italia è stata trasmessa da Rai 2 dal 7 marzo 2001 al 5 dicembre 2001.
A partire da questa stagione entra nel cast principale Julian McMahon e in quello ricorrente James Read. Al termine di questa stagione esce dal cast principale Shannen Doherty.
| nº | Titolo originale                    | Titolo italiano          | Prima TV USA     | Prima TV Italia  |
| -- | ----------------------------------- | ------------------------ | ---------------- | ---------------- |
| 1  | The Honeymoon's Over                | Proposta di matrimonio   | 5 ottobre 2000   | 7 marzo 2001     |
| 2  | Magic Hour                          | L'ora magica             | 12 ottobre 2000  | 14 marzo 2001    |
| 3  | Once Upon a Time                    | C'era una volta...       | 19 ottobre 2000  | 14 marzo 2001    |
| 4  | All Halliwell's Eve                 | La notte delle Halliwell | 26 ottobre 2000  | 21 marzo 2001    |
| 5  | Sight Unseen                        | La trappola              | 2 novembre 2000  | 21 marzo 2001    |
| 6  | Primrose Empath                     | Empatia                  | 9 novembre 2000  | 28 marzo 2001    |
| 7  | Power Outage                        | Punizione esemplare      | 16 novembre 2000 | 28 marzo 2001    |
| 8  | Sleuthing with the Enemy            | La confessione           | 14 dicembre 2000 | 11 aprile 2001   |
| 9  | Coyote Piper                        | Festa di liceo           | 11 gennaio 2001  | 11 aprile 2001   |
| 10 | We All Scream for Ice Cream         | Il gelataio              | 18 gennaio 2001  | 2 maggio 2001    |
| 11 | Blinded by the Whitelighter         | Una vecchia amica        | 25 gennaio 2001  | 2 maggio 2001    |
| 12 | Wrestling with Demons               | Wrestling con i demoni   | 1º febbraio 2001 | 23 ottobre 2001  |
| 13 | Bride and Gloom                     | La sposa e le tenebre    | 8 febbraio 2001  | 23 ottobre 2001  |
| 14 | The Good, the Bad and the Cursed    | I fantasmi del west      | 15 febbraio 2001 | 30 ottobre 2001  |
| 15 | Just Harried                        | Finalmente sposi         | 22 febbraio 2001 | 6 novembre 2001  |
| 16 | Death Takes a Halliwell             | Il dolore di Prue        | 15 marzo 2001    | 13 novembre 2001 |
| 17 | PreWitched                          | Le nove vite del gatto   | 22 marzo 2001    | 20 novembre 2001 |
| 18 | Sin Francisco                       | La scatola dei peccati   | 19 aprile 2001   | 20 novembre 2001 |
| 19 | The Demon Who Came In from the Cold | Doppio gioco             | 26 aprile 2001   | 28 novembre 2001 |
| 20 | Exit Strategy                       | Strategia finale         | 3 maggio 2001    | 28 novembre 2001 |
| 21 | Look Who's Barking                  | Ascolta il tuo cuore     | 10 maggio 2001   | 5 dicembre 2001  |
| 22 | All Hell Breaks Loose               | Il segreto svelato       | 17 maggio 2001   | 5 dicembre 2001  |

## Proposta di matrimonio
- Titolo originale: The Honeymoon's Over
- Diretto da: James L. Conway
- Scritto da: Brad Kern

### Trama
Prue e Phoebe salvano Darryl da un killer, Emilio, protetto da un demone custode. Il killer viene processato e le sorelle testimoniano contro di lui ma poi viene assolto. Intanto Piper dopo essere stata per un mese con Leo in cielo dagli Anziani torna sulla terra. Il killer tenta di uccidere il procuratore e avvocato accusatore Cole Turner ma le sorelle lo salvano. Il killer viene di nuovo arrestato e processato per tentato omicidio e durante il processo Piper blocca il tempo scoprendo che il giudice e tutta la difesa sono demoni poiché non si sono bloccati. Le sorelle eliminano molti demoni mentre Cole ha solo finto di essersi bloccato in quanto è per metà demone e uccide il giudice.
- Special musical guest star: Barenaked Ladies.
- Guest star: Harry Danner (Giudice William Harrison).
- Altri interpreti: Stoney Jackson (P.D. Alan Sloan), Fleming Brooks (Emilio Smith), Anthony Montgomery (Paramedico).
- Curiosità: È il primo episodio in cui appare Cole Turner (interpretato da Julian McMahon).
- Nemici: Custod: Un gruppo di demoni che hanno la capacità di possedere un essere vivente.

## L'ora magica
- Titolo originale: Magic Hour
- Diretto da: John Behring
- Scritto da: Chris Levinson, Zack Estrin

### Trama
Le sorelle devono rompere una maledizione che colpisce un uomo (Christopher) e una donna (Brooke) che si amano. Brooke di notte si trasforma in lupo e ritorna donna di giorno mentre Christopher si trasforma in gufo di giorno e ritorna uomo di notte. Questo perché il demone che ha lanciato la maledizione sulla coppia amava la donna e poiché lei non ricambiava l'amore, per punirla ha lanciato a lei e al fidanzato l'anatema. Intanto durante l'eclissi Piper e Leo organizzano un matrimonio in segreto, tentando di eludere il divieto imposto dagli Anziani sulle unioni tra streghe e angeli bianchi, ma gli Anziani lo scoprono e mandano a monte le nozze orbitando Leo in cielo.
- Guest star: Jennifer Rhodes (Penny Halliwell), Amir Aboulela (Membro Triade 1), Rick Overton (Membro Triade 2), Shaun Toub (Membro Triade 3), Michael Dietz (Christopher), Elisabeth Harnois (Brooke), Erik Passoja (Boss).
- Altri interpreti: Billy Ray Gallion (Demone assistente 1), Keith Allan (Demone assistente 2), Madoka Raine (Libraia).
- Curiosita: L'episodio si ispira al film Ladyhawke.

## C'era una volta...
- Titolo originale: Once Upon a Time
- Diretto da: Joel J. Feigenbaum
- Scritto da: Krista Vernoff

### Trama
Mentre Piper teme che Leo non ritorni mai più da lei per colpa degli Anziani e decide di non salvare più innocenti finché non lo rimanderanno indietro, Prue e Phoebe devono aiutare una bambina a proteggere una fatina minacciata dai troll. Intanto Cole trasformatosi nella sua parte demoniaca (Belthazor) entra nella casa delle Halliwell e prova a impossessarsi del libro delle ombre senza successo. Alla fine dell'episodio gli Anziani rimandano indietro Leo.
- Guest star: Rachel David (Kate), Boti Bliss (Abbey).
- Altri interpreti: Michael Bailey Smith (Belthazor), Nancy Everhard (Jana), Tony Carreiro (Bill), Scout Taylor-Compton (Titti la fatina), Jake Dinwiddie (Fata).
- Nemici: Troll, folletti malvaggi estremamente veloci e agili, grandi nemici delle fate.

## La notte delle Halliwell
- Titolo originale: All Halliwell's Eve
- Diretto da: Richard Compton
- Scritto da: Sheryl J. Anderson

### Trama
Le sorelle mentre si preparano a festeggiare halloween ricevono la (sgradita) visita dei grimlock che le vogliono uccidere. Durante la lotta appare un tunnel spaziotemporale che trasporta le sorelle nel lontano 1670. Mentre nel presente Leo e Darryl combattono contro i grimlock le sorelle devono aiutare il circolo di streghe che le ha invocate a liberare un'altra strega incinta prigioniera da Ruth, una strega cattiva e a portarla entro mezzanotte in un cerchio consacrato. A complicare il tutto è che a aiutare la Strega cattiva è Cole. Alla fine dell'episodio si scopre che la strega che hanno liberato Charlotte Warren è la madre della loro antenata Melinda Warren e che la triade per eliminare le Halliwell aveva tentato di cambiare il passato tentando di non far nascere la loro ava Melinda senza successo.
- Special musical guest star: Snake River Conspiracy.
- Guest star: Judy Geeson (Ruth Cobb), Clare Carey (Eva), David Chisum (Micah/Mitch), Sadie Stratton (Charlotte), Danielle Weeks (Sally).
- Altri interpreti: Michael Bailey Smith (Janor), Tommy Perna (Kava), James Tumminia (Astrologo).
- Non accreditati: Ken Waters (Malek).

## La trappola
- Titolo originale: Sight Unseen
- Diretto da: Perry Lang
- Scritto da: William Schmidt

### Trama
La triade licenzia Cole e manda un altro demone, Troxa, che ha il potere dell'invisibilità a uccidere le sorelle ma cade in una trappola preparata dalle sorelle e sottoposto a tortura confessa che l'ha mandato la triade e che un altro demone che le vuole morte è Belthazor. Poi muore. Phoebe e Cole si baciano e si mettono insieme.
- Special musical guest star: Marvelous 3.
- Guest star: Amir Aboulela (Membro Triade 1), Rick Overton (Membro Triade 2), Shaun Toub (Membro Triade 3), Boti Bliss (Abbey), Rick Hearst (Troxa), Eddie Cahill (Sean).
- Altri interpreti: Michael Bailey Smith (Belthazor), Karen Stapleton (Rachel), Nick Meaney (Cacciatore di serpenti).

## Empatia
- Titolo originale: Primrose Empath
- Diretto da: Mel Damski
- Scritto da: Daniel Cerone

### Trama
Cole indirizza Prue da un demone di nome Vinceres il quale è stato maledetto da padre Thomas, un empatico che voleva fermare la violenza del demone.
Prue crede che Vinceres sia un innocente e così cerca di aiutarlo ma il demone approfitta e trasferisce l'empatia alla strega.
Resasi conto che quel potere non era fatto per lei, Prue è dilaniata dalle emozioni umane, dal dolore del mondo.
Le sorelle insieme a Leo cercano di aiutarla e grazie ad una premonizione di Phoebe trovano padre Thomas, rinchiuso in un istituto di igiene mentale, in seguito ad una crisi nervosa dovuta alla perdita del potere dell'empatia.
Portano a casa Padre Thomas che cerca di aiutare Prue mentre il demone sorprende Piper e Phobe che sembrano non riuscire a sconfiggerlo.
Prue riesce ad incanalare le emozioni e a servirsene per aumentare i suoi poteri diventando così "inarrestabile" e riuscendo così ad eliminare il demone.
In questo episodio si intreccia anche, da una parte, la vita privata di Piper e Leo che fanno fatica a vivere in un mondo che ignora la magia, e dall'altra Phoebe inizia a dubitare di Cole pensando che il ragazzo le stia nascondendo qualcosa, ancora non immagina che in realtà Cole è la forma umana del demone che la triade ha ingaggiato per veder morta lei e le sue sorelle.
- Guest star: Morgan Weisser (Vinceres), Harry Groener (Padre Thomas).
- Altri interpreti: Colin McClean (Dentista), Randy Thompson (Agente), Ty Upshaw (Caposquadra), Wendy Worthington (infermiera), Sharon Madden (Segretaria), Brittany Ishibashi (Centralinista 1), Marianne Muellerleile (Centralinista 2).
- Curiosità: È il 50º episodio di Streghe. Il modo in cui Prue sconfigge Vince è identico al modo in cui Neo sconfigge l'Agente Smith in Matrix. L'attore Harry Groener è apparso nell'episodio Tin Man di Star Trek in cui interpretava un empate/telepate.

## Punizione esemplare
- Titolo originale: Power Outage
- Diretto da: Craig Zisk
- Scritto da: Monica Breen e Alison Schapker

### Trama
La triade ricorda a Cole che deve uccidere le tre sorelle al più presto altrimenti lo elimineranno. Quindi Cole si allea con uno spirito dell'ira per farle litigare e separare. Facendo così il trio si spezza e le sorelle perdono i poteri diventando vulnerabili. Phoebe, che dopo aver litigato con le sorelle ha deciso di andarsene da casa, va proprio da Cole per cercare conforto. Cole ha così la possibilità di eliminarla ma alla fine decide di non farlo e le consiglia di tornare a casa per riconciliarsi con le sorelle. Dopo che Phoebe se n'è andata Cole viene posseduto dallo spirito dell'ira e preso dall'ira si trasforma in Belthazor e attacca le sorelle. Per fortuna le sorelle si riconciliano appena in tempo, hanno indietro i loro poteri e riescono a staccare un pezzo di carne dal corpo di Belthazor pezzo che utilizzeranno come ingrediente della pozione che prepareranno per eliminarlo. Belthazor riesce a scappare e ritorna Cole. Cole viene convocato dalla Triade che è molto delusa di lui e che lo vuole eliminare ma Cole riesce a uccidere i tre membri della triade.
- Special musical guest star: Fastball
- Guest star: Amir Aboulela (Membro Triade 1), Rick Overton (Membro Triade 2), Shaun Toub (Membro Triade 3), Jason Carter (Andras).
- Altri interpreti: Michael Bailey Smith (Belthazor), Pamela Dunlap (Janice), Ron Marasco (Allen), Desiree Walter (Claire), Selma Archerd (Mrs. Snyder).
- Non accreditati: Ken Waters (Malek).

## La confessione
- Titolo originale: Sleuthing with the Enemy
- Diretto da: Noel Nosseck
- Scritto da: Peter Hume

### Trama
Le sorelle si alleano con Krell, un cacciatore di demoni, mandato dalla Sorgente per uccidere Belthazor. Prue e Piper scoprono che Cole e Belthazor sono la stessa persona e vanno nell'appartamento di Cole ma Cole/Belthazor prende in ostaggio Phoebe e si teletrasporta con lei in un cimitero. Krell trova tutti e due in un mausoleo e tenta di uccidere Phoebe per entrare ma Cole lo elimina salvando così Phoebe. Poco prima che Prue e Piper entrino nel mausoleo Phoebe ha la possibilità di eliminare Cole/Belthazor ma non ci riesce perché lo ama alla follia e così lo induce a scappare. In seguito Phoebe fa credere alle sorelle di averlo eliminato.
- Guest star: Scott MacDonald (Krell), Keith Diamond (Ispettore Reece Davidson).
- Altri interpreti: Michael Bailey Smith (Belthazor), Charles Walker (Pastore), Mike Rad (Senzatetto), Lynn Tufeld (Donna che piange).
- Curiosità: Il titolo originale dell'episodio (Sleuthing with the enemy) è un riferimento al film Sleeping with the Enemy (A letto con il nemico).[senza fonte]

## Festa di liceo
- Titolo originale: Coyote Piper
- Diretto da: Chris Long
- Scritto da: Krista Vernoff

### Trama
Piper è a disagio perché deve incontrare gli ex compagni di Liceo ad una festa per il decennale del diploma. Nel frattempo un demone Alchimista crea Terra, un'essenza vitale, cioè un'anima creata in laboratorio, che però si ribella a lui e fugge. Terra si impossessa del corpo di Piper e con il potere del trio eliminano kierkan. Sarà una corsa contro il tempo per le sorelle Halliwell, dato che quando Terra possiede una vittima l'anima della persona posseduta, oppressa dall'anima di Terra, inizia a deperire, e alla fine porta alla morte dell'anima del posseduto. Phoebe intanto conduce delle ricerche sulla famiglia di Cole e di lui scopre che ha circa 115 anni.
- Guest star: Chad Willett (Justin Harper), Rainn Wilson (Kierkan), Paige Rowland (Terra), Andrew Bowen (Vittima maschile).
- Altri interpreti: Sabine Singh (Missy), Philip Boyd (Ragazzo ubriaco), Jessica Randle (Donna preoccupata), Adrianne Alvarez (Archivista).

## Il gelataio
- Titolo originale: We All Scream for Ice Cream
- Diretto da: Allan Kroeker
- Scritto da: Chris Levinson e Zack Estrin

### Trama
Le sorelle s'imbattono in un umano che cattura i piccoli demoni grazie ad un furgoncino dei gelati e che usa il "nulla" per eliminarli. Phoebe e Prue non lo sanno e credono che sia un demone, per salvare una bambina/demone entrano nel furgone dei gelati. Il gelataio per salvare le streghe indica loro l'uscita, ma esse liberano anche i piccoli demoni. Phoebe e Prue capiscono che sono demoni perché, quando stanno uscendo dal furgone, cercano di uccidere il gelataio e compiono azioni malvagie. Devono architettare un piano nel quale è anche incluso il padre; Phoebe infatti nel furgone aveva avuto una premonizione nella quale aveva visto che, quando era bambina, Prue era stata presa dal gelataio e il padre l'aveva salvata.
- Guest star: James Read (Victor Bennett), Chad Willett (Justin Harper), Paul Wittenburg (Caleb), Robert Clendenin (Gelataio), Bobby Edner (Ari).
- Altri interpreti: Emmalee Thompson (Prue da bambina), Alexa Nikolas (Bambina demone), Erica Mer (Freckles), Soren Fulton (Jersey), Dylan Kacsh (Bambino demone), Bernadean Jones (Segretaria).

## Una vecchia amica
- Titolo originale: Blinded by the Whitelighter
- Diretto da: David Straiton
- Scritto da: Nell Scovell

### Trama
Un warlock di nome Eames, che minaccia l'esistenza degli angeli bianchi, attacca le streghe. Le cose non sono facili come sembrano e alle sorelle viene affidato un nuovo angelo bianco, Nathalie, una vecchia amicizia di Leo. Le tre sorelle non approvano questa decisione e, alla fine della puntata, riavranno Leo. Nel frattempo Phoebe rivela a Leo il fatto che Cole/Belthazor è ancora vivo a causa sua.
- Special musical guest star: Box.
- Guest star: Keith Diamond (Ispettore Reece Davidson), Audrey Wasilewski (Natalie), Steve Valentine (Eames).
- Altri interpreti: Camille Langfield (Vivian), Graham Shiels (Angelo nero), Lashan Anderson (Strega).

## Wrestling con i demoni
- Titolo originale: Wrestling with Demons
- Diretto da: Joel J. Feigenbaum
- Scritto da: Sheryl J. Anderson

### Trama
L'accademia del male è una scuola per aspiranti demoni diretta da Mr. Kellman, dove gli esseri umani vengono sottoposti ad un programma di allenamento che li priva della loro umanità, e devono infine uccidere un innocente per essere trasformati in demoni. Adesso è tempo di diplomi, e la Sorgente vuole cinque laureati con lodi, quindi cinque potenziali nuovi demoni devono uccidere altrettanti innocenti. Chi fallisce muore e va all'inferno. Grazie ad una premonizione di Phoebe nella quale vede uccidere un innocente, Prue riesce ad arrivare in tempo per impedire l'omicidio, ma rimane stupefatta quando si accorge che il demone con cui si ritrova a combattere è Tom Peters, un ragazzo con cui usciva ai tempi del liceo. Intanto, Leo perde l'anello di fidanzamento di Piper, quello di sua mamma, così Phoebe e Piper compiono un incantesimo per ritrovare le cose perdute, ma l'effetto va ben oltre il previsto, poiché ricompare anche tutto ciò che era stato perso dalle sorelle, e persino i capelli di Phoebe ritornano ad essere castani. Prue è decisa a salvare Tom, così insieme alle sorelle va a cercare Mr. Kellman, e per salvare l'anima del ragazzo rischia la vita lottando in un ring sotterraneo contro dei wrestlers demoniaci di nome Slammer, Thunder e Mega-Man. Intanto Phoebe trova finalmente il coraggio di confessare a Piper e a Prue che Cole, o Belthazor, non è morto: la ragazza non è riuscita ad uccidere l'uomo che amava e gli ha permesso di scappare. Alla fine Tom, grazie ad un incontro con sua madre, ritorna in sé e uccide Mr. Kellman.
- Special guest star: Ron Perlman (Mr. Kellman), Buff Bagwell (Slammer), Booker T (Thunder), Scott Steiner (Mega-Man).
- Guest star: Marco Sanchez (Tom Peters).
- Altri interpreti: Shirley Prestia (Fran Peters), Dennis Dun (Chang), Marcus Dean Fuller (Cliente).
- Curiosità: Nell'episodio compaiono i wrestler Booker T, Buff Bagwell e Scott Steiner.

## La sposa e le tenebre
- Titolo originale: Bride and Gloom
- Diretto da: Chris Long
- Scritto da: William Schmidt

### Trama
Prue viene rapita da un mutaforma e viene legata a lui in matrimonio da una Sacerdotessa Oscura. Dopo essersi sposata il male infetta anche Piper, Phoebe e il Libro delle Ombre in modo che la Sacerdotessa Oscura possa rubarlo. Allora Phoebe chiede aiuto a Cole per rintracciare la sacerdotessa oscura e lui accetta per riconquistare Phoebe. Intanto Piper e Phoebe sfruttano i loro nuovi poteri demoniaci derivati dal "matrimonio" di Prue per provare a scovare la Sacerdotessa e la sorella perduta. Una volta che le tre si sono riunite tornano buone ed eliminano il diabolico "marito" di Prue e la Sacerdotessa. Cole torna e prova a riconquistare Phoebe.
- Guest star: Chad Willett (Justin Harper), Una Damon (Dantalian), Tom O'Brien (Zile).
- Altri interpreti: Michael Bailey Smith (Belthazor), Tracey Costello (Marie), D. C. Douglas (Craig), Jason Tomlins (Cameriere).

## I fantasmi del west
- Titolo originale: The Good, the Bad, and the Cursed
- Diretto da: Shannen Doherty
- Scritto da: Monica Breen, Alison Schapker

### Trama
Phoebe è in pericolo di vita poiché si è messa in contatto, non volendo, con un uomo del passato che doveva essere ucciso e per salvarla Cole e Prue tornano indietro nel tempo nel vecchio west per salvare entrambi. Leo ha delle difficoltà a legare con il futuro suocero Victor a causa della sua natura di Angelo Bianco.
- Guest star: James Read (Victor Bennett), Michael Greyeyes (Bo Lightfeather), Kimberly Norris (Isabel Lightfeather), Ed Lauter (Sutter).
- Altri interpreti: Blake Gibbons (Gil), Alan Davidson (Buck), Steve Larson (Slade), Scott Beehner (Cal), James Lashly (Barista).

## Finalmente sposi
- Titolo originale: Just Harried
- Diretto da: Mel Damski
- Scritto da: Daniel Cerone

### Trama
Finalmente per Piper e Leo, dopo tante peripezie, giunge il tanto atteso giorno delle nozze. Piper e le sue sorelle sono concentratissime nell'organizzare la cerimonia che, pur essendo destinata a pochi intimi, dovrà essere tradizionale e romantica. Per questo evento viene richiamato dall'aldilà lo spirito della nonna Penelope che svolgerà il ruolo di sacerdotessa nella celebrazione delle nozze. Inoltre, gli anziani, per rimediare nei confronti della sposa che ha dovuto tanto combattere consentono alla madre di Piper, morta, di partecipare alla cerimonia, non solo come spirito ma, per quel giorno, con vere sembianze umane. Purtroppo anche in questo giorno per le tre sorelle non tutto riesce a filare liscio: infatti Prue si caccia nei guai. Da alcuni giorni era tormentata da un brutto sogno ricorrente in cui lei si trovava in una sala da biliardo a trascorrere notti brave. Di giorno, poi, si svegliava sempre molto stanca. La notte prima delle nozze l'incubo continua e Prue in sogno è coinvolta in una rissa al biliardo. Per non dare un altro dolore a Piper Prue confida il suo sogno a Phoebe ed entrambe decidono che è meglio far finta di niente per non far preoccupare la sposa. La celebrazione del matrimonio inizia ma prima che il rito sia celebrato viene interrotto dall'ingresso in casa dell'uomo che Prue aveva sognato al biliardo. Il tenente Morris allora spiega che la notte prima in quel biliardo è avvenuto un omicidio e Prue è l'indiziata numero uno. Mentre Piper scappa in lacrime davanti all'altare Leo e Cole vanno al biliardo con Morris per capire cosa è realmente successo. Phoebe consulta il libro delle ombre. Scopre una formula grazie all'aiuto della quale riesce a capire che mentre Prue dorme la sua proiezione astrale dal sogno prende vita e cerca di vivere tutte le emozioni forti che la sorella maggiore ha sempre represso per guidare le più piccole. Phoebe riesce così ad aiutare Prue mentre Cole, Leo e Morris riescono ad inchiodare il vero assassino. Intanto i genitori di Piper la consolano e così la cerimonia può finalmente riprendere (giusto in tempo per consentire alla nonna e alla mamma di assistere poiché allo scoccare della mezzanotte esse dovranno tornare in cielo). Finalmente Piper e Leo si scambiano le promesse di matrimonio e diventano marito e moglie. Il loro matrimonio è dolce e commovente, contornato dall'affetto di tutte le persone a loro più care.
- Guest star: Jennifer Rhodes (Penny Halliwell), Finola Hughes (Patty Halliwell), James Read (Victor Bennett), Dana Ashbrook (T.J.), Whip Hubley (Ispettore Krutchen).
- Altri interpreti: Michael Bailey Smith (Belthazor), Douglas Bennett (Ray), Tom Yi (Agente).
- Non accreditati: Franc Ross (Jack).

## Il dolore di Prue
- Titolo originale: Death Takes a Halliwell
- Diretto da: Jon Pare
- Scritto da: Krista Vernoff

### Trama
Prue e Phoebe sono sulla spiaggia in cui la nonna le aveva portate dopo la morte della mamma, e Prue è molto rattristata da quel ricordo. Ad un tratto si accorge di una donna che la sta fotografando, e dietro di lei vede una strana ombra, particolarmente inquietante, visto che soltanto Prue può vederla. Intanto dei Cercatori, mandati dalla Sorgente per trovare il traditore Cole che si è alleato con le sorelle, uccidono la padrona di casa di Cole. L'ispettore Davidson ritiene che il colpevole sia Cole, così si reca a casa Halliwell e chiede a Phoebe di dirgli dove si trovi, altrimenti potrebbe essere accusata di complicità. Si scopre poi che la donna che fotografava Prue era una collega di Davidson e Prue vede di nuovo la misteriosa ombra. Prue tenta di salvare la collega di Davidson ma arriva troppo tardi: i Cercatori l'hanno già uccisa. Vicino al cadavere vede di nuovo l'ombra e tenta di usare i propri poteri contro di essa, ma l'ombra dice: "Sono al di sopra dei tuoi poteri" e si rivela: è l'Angelo della Morte venuto per portare nell'aldilà la collega di Davidson. Intanto Phoebe e Cole vanno nell'appartamento dov'era stata uccisa la padrona di casa e Phoebe ha una premonizione: vede Davidson ucciso dai cercatori e Prue che invece di aiutarlo gli volta le spalle. Cole e le sorelle tentano intanto di proteggere Davidson, ma egli si spaventa vedendo i loro poteri e scappa. Prue non riesce ad accettare di non riuscire a salvare gli innocenti che riteneva di dover proteggere, così si reca alla spiaggia e evoca l'Angelo della Morte. Questi le dice che non può fare niente per salvare Davidson, così come da piccola non avrebbe potuto fare niente per salvare la propria madre, poiché per entrambi era arrivata l'ora della morte. Così Prue capisce che non può cambiare il destino e non tenta di salvare Davidson, che viene ucciso dai Cercatori. In seguito il Trio affronta i Cercatori sconfiggendoli.
- Guest star: Keith Diamond (Ispettore Reece Davidson), Simon Templeman (Angelo della Morte), Christopher Shea (Cercatore 1), Wade Williams (Cercatore 2).
- Altri interpreti: Michaela Watkins (Andrea), Annie Abbott (Sig.ra Owens), Jeffrey Patrick Dean (Ispettore), Roger Marks (Rabbino).

## Le nove vite del gatto
- Titolo originale: Pre-Witched
- Diretto da: David Straiton
- Scritto da: Chris Levinson, Zack Estrin

### Trama
Piper e Leo vorrebbero trasferirsi in una casa tutta loro, nonostante le sorelle non siano d'accordo perché temono che vivere in case separate le renderebbe maggiormente vulnerabili agli attacchi dei demoni. Nel frattempo un gatto tradendo una strega diventa un demone e tenta di farsi uccidere nove volte dalle Halliwell prima di mezzanotte perché in questo modo diventerebbe invulnerabile, ma non ci riesce. In questo episodio ci sono molti flashback, risalenti a tre anni prima, delle sorelle e sulla nonna, che aveva ideato un incantesimo per privarle dei poteri, ma era morta prima di riuscire a eseguirlo. Alla fine dell'episodio Piper e Leo decidono di non traslocare, ma Prue cederà la sua camera a loro per avere un po' più di spazio e privacy per il loro matrimonio.
- Guest star: Jennifer Rhodes (Penny Halliwell), Finola Hughes (Patty Halliwell), W. Earl Brown (Ombra), Sherri Saum (Ariel).
- Altri interpreti: Marc Bossley (Agente), James Sie (Venditore di scarpe).

## La scatola dei peccati
- Titolo originale: Sin Francisco
- Diretto da: Joel J. Feigenbaum
- Scritto da: Nell Scovell

### Trama
In cerca di demoni da distruggere, Prue e Phoebe s'imbattono in uno strano tipo che, per seguire una scatola apparentemente innocua, si fa investire da un autobus. Nella scatola sono in realtà contenute sette sfere, ciascuna in grado di infettare gli uomini con uno dei sette peccati capitali, e l'uomo morto per strada era stato infettato dal peccato di avarizia. Per riprendere la scatola con il suo contenuto, il demone Lukas infetta l'intera famiglia Halliwell: Prue con la superbia, Piper con la gola, Phoebe con la lussuria e Leo con l'accidia; senza accorgersene, i quattro vengono del tutto soggiogati dai loro peccati, esasperati fino all'autolesionismo. L'unica a sembrare ancora lucida e determinata a fermare Lukas è Prue, ma anche in lei la superbia non dà tregua, e la spinge a mettersi in assurde situazioni di pericolo per aiutare la gente infettata in tutta la città. Davanti alle catastrofi a catena causate dalla loro totale corruzione, le sue due sorelle e Leo si rendono conto che l'unico modo di liberarsi dal proprio peccato è un atto di altruismo disinteressato; la sola a necessitare dell'aiuto di Leo alla fine sarà Prue, infettata dall'unico peccato che non si può sconfiggere (in quanto la superbia non permette atti di altruismo).
- Special musical guest star: Orgy.
- Guest star: Kevin Weisman (Lukas), Michael Rodrick (Agente Dean).
- Altri interpreti: JF Pryor (Demone corriere), Julio Herzer (Pastore Roger Tremble), Jim Jansen (Prof. Kass), Roark Critchlow (Robert Pike), Kimberly Wallis (Presentatrice), Danny Ricardo (Reporter 1), Beverly Sottelo (Reporter 2).

## Doppio gioco
- Titolo originale: The Demon Who Came In from the Cold
- Diretto da: Anson Williams
- Scritto da: Sheryl J. Anderson

### Trama
Passeggiando con Cole, Phoebe assiste all'uccisione di un povero profeta senzatetto ad opera di un demone, Trigg. Grazie alle rivelazioni di Cole, scopre che il demone era l'emissario di una diabolica confraternita organizzatasi sulla Terra, e impegnata in una losca cospirazione per permettere la fusione tra due aziende, onde esercitare un controllo capillare sulle attività umane e sfruttarle a vantaggio del male. Non avendo mezzi le sorelle, superando i dubbi di Phoebe, accettano che Cole si offra di re-infiltrarsi nella confraternita, di cui è già membro, per riuscire a prevenirne le mosse; ma la cosa non è facile: Vornak, vero e proprio leader spirituale nella confraternita, e i suoi demoni più vicini Tarkin e Klea, nutrono pesantissimi sospetti su Cole, che si vede quindi costretto a un "doppio gioco" in cui neanche Prue e Piper sono più certe di potersi fidare. Grazie alle soffiate di Cole riescono a evitare l'uccisione del dirigente di una delle due aziende, contrario alla fusione, ma i demoni della confraternita non cedono; e alla fine solo con un inganno, e sfruttando la forte intesa raggiunta con Phoebe, Cole riuscirà a far sì che le sorelle uccidano Vornak perché il dirigente possa evitare la fusione senza altri intoppi. Cole non sa però che gli occhi indagatori di Klea lo hanno già smascherato, e una volta tornato giù a cancellare le proprie tracce sarà inevitabilmente braccato.
- Guest star: Ian Buchanan (Raynor), Gregory Scott Cummins (Vornac), Joseph Reitman (Tarkin).
- Altri interpreti: Jennifer Tung (Klea), Rob Steinberg (Frank Pirelli), Barry Cutler (Profeta), Rocky McMurray (Autista).

## Strategia finale
- Titolo originale: Exit Strategy
- Diretto da: Joel J. Feigenbaum
- Scritto da: Peter Hume & Daniel Cerone

### Trama
Finito nelle mani della confraternita del Rovo, Cole viene preso in custodia dal capo, il suo antico maestro Raynor; questi, con i suoi poteri riesce a leggere nella mente di Cole scoprendo la causa del suo tradimento, ossia l'amore per Phoebe, e decide quindi di mettere fine a questo sentimento istigandolo a compiere azioni che possano farlo odiare dalle Prescelte. Raynor indirizza quindi il suo lato malvagio contro due streghe cui è stato affidato il compito di proteggere ciascuna la metà di un potentissimo talismano, in grado di centuplicare il suo potere protettivo nel caso in cui le due metà vengano riunite: si tratta in realtà di un pretesto, perché Cole sa che il talismano non proteggerebbe comunque il male. Cole riesce ad avvisare Phoebe di ciò che è costretto a fare, e nel frattempo la sprona a mettere a punto una pozione che annulli tutti i suoi poteri, in modo da non essere più soggiogato dall'influsso di Raynor; poi va dalla strega e, senza torcerle un capello, le sottrae la prima metà del talismano: ma è qui l'inganno di Raynor, che subito si cura di terminare il lavoro, uccidendo la ragazza e insinuando in Prue e Phoebe un atroce sospetto. Nel frattempo, Piper è impegnata a fare la conoscenza del suo nuovo e incontrollabile potere che, scatenato dal suo panico, le fa disintegrare oggetti a destra e a manca; ma dovrà mettere per un momento da parte la novità per aiutare le sue sorelle a proteggere la seconda strega. A questo punto Cole è completamente fuori controllo: in lui, la metà demoniaca è esasperata da un incantesimo fattogli da Raynor, e lotta sotto la superficie per esplodere; Phoebe riesce a ultimare la pozione elimina-poteri, ma le sorelle vengono distratte da un attacco di Tarkin mentre Raynor, con un'ultima facile pressione, spinge Cole a uccidere la strega. Questo distrugge tutte le speranze di Phoebe che, delusa e ferita, getta in terra la pozione e lo scaccia.
- Guest star: Ian Buchanan (Raynor), Joseph Reitman (Tarkin), Rachel Luttrell (Janna).
- Altri interpreti: Michael Bailey Smith (Belthazor), Amy Moon (Leeza).

## Ascolta il tuo cuore
- Titolo originale: Look Who's Barking
- Diretto da: John Behring
- Scritto da: Monica Breen, Alison Schapker e Curtis Kheel

### Trama
Le tre sorelle devono affrontare un demone di nome Banshee, il quale attacca le persone che affrontano delle situazioni dolorose e si trovano in uno stato di profonda prostrazione. Così le streghe pronunciano una formula per rintracciare il demone, ma il risultato è sconcertante poiché Prue si trasforma in un cane husky siberiano. Questo è causato dal fatto che soltanto i cani riescono a sentire l'urlo delle Banshee senza morire o trasformarsi a loro volta in Banshee, come invece accade alle streghe. Mentre Prue/Prujo (il nome del cane) viene investita da un'auto e soccorsa, Phoebe diventa la nuova vittima del demone e questo a causa della sofferenza che prova per il suo difficile rapporto con Cole. Piper, confortata da Leo, capisce di non avere altra scelta che chiedere aiuto a Cole, il quale sentendosi responsabile per quello che sta accadendo decide di salvare la sua amata. Dopo un lungo combattimento tra la Banshee/Phoebe e Belthazor (l'alter-ego demoniaco di Cole), Cole ammette di soffrire molto per la fine della loro storia, e questo fa sì che si spezzi l'incantesimo, facendo tornare Phoebe alla normalità. Intanto Cole, che non sopporta più il dolore che prova per la tragica fine della storia con la strega, si rivolge ad un alchimista affinché elimini la parte buona che è in lui per non dover più soffrire...
- Guest star: Matt Battaglia (Vincent), Joe E. Tata (Ispettore).
- Altri interpreti: Michael Bailey Smith (Belthazor), Dorenda Moore (Banshee), Jack R. Oren (Alchimista), Ashley Tisdale (Ragazza in fuga), Newell Alexander (Vedovo), Dianna Miranda (Donna), Eric S. Castro (Uomo).

## Il segreto svelato
- Titolo originale: All Hell Breaks Loose
- Diretto da: Shannen Doherty
- Scritto da: Brad Kern

### Trama
Mentre le Halliwell sono intente a proteggere un cardiochirurgo, il dottor Griffiths, dalle grinfie del terribile demone del vento Shax (assassino personale della Sorgente), Prue e Piper vengono aggredite da quest'ultimo per strada mentre lo stavano cercando per combatterlo ma, poiché per sconfiggerlo definitivamente occorre il Potere del Trio e loro sono solo in due, riescono solo ad allontanarlo temporaneamente. Purtroppo, proprio in quel momento accade un disastro: lo scontro tra loro e Shax viene casualmente ripreso da una troupe televisiva e ben presto la notizia che le sorelle Halliwell sono streghe si diffonde in tutta la città. Prima che se ne possano accorgere, inoltre, Prue e Piper acconsentono, seppur con riluttanza, alla richiesta di Phoebe di farsi portare da Leo negli Inferi affinché possa trovare Cole e farlo rinsavire con una pozione che ha preparato appositamente a questo scopo, nonostante l'angelo bianco le avverta che, una volta laggiù, sarà impossibile per lui sentirle qualora avessero bisogno del suo aiuto. Poco dopo, tuttavia, casa Halliwell viene letteralmente circondata da una folla di curiosi e fanatici ormai al corrente del loro segreto e Prue e Piper, rimaste sole, si rendono conto della grave situazione in cui si sono cacciate e, soprattutto, che l'unico modo per porvi rimedio richiede un'impresa disperata: chiedere l'aiuto del demone Tempus affinché faccia tornare indietro il tempo a prima che il segreto fosse svelato. Phoebe, informata da Leo di quello che sta accadendo sulla terra, scopre che l'unico demone a poter dare ordini a Tempus (che già di per sé è un demone di livello superiore) è la Sorgente in persona e Cole, malgrado tema la sua vendetta per averla tradita, decide di provare a convincerla ad acconsentire al loro piano con la scusa che il mondo, oltre ad aver scoperto l'esistenza delle streghe, ha scoperto anche quella dei demoni ed è comunque il caso di intervenire. La Sorgente in effetti acconsente a far intervenire Tempus ma in cambio chiede che Phoebe rimanga negli Inferi, così da privare le sorelle della possibilità di ricorrere al Potere del Trio. Non appena Cole se ne va, infatti, la Sorgente ordina segretamente a un sicario di uccidere Phoebe e trattenere Cole non appena il tempo sarà tornato indietro in modo che non ci sia nessuno ad avvertire Prue e Piper del pericolo. Nel frattempo la situazione precipita in quanto Piper viene trafitta da un colpo di fucile sparato dalla folla attorno casa e Prue, cedendo alla disperazione, pur di affrettarsi a portarla in ospedale, si sbarazza dei giornalisti cacciandoli con il suo potere, alimentando quindi il dubbio che le streghe siano pericolose e vadano eliminate al più presto. Arrivata in ospedale, nonostante venga prontamente soccorsa dal dottor Griffiths, Piper muore davanti agli occhi di Prue. Appresa la tragica notizia, Phoebe decide di sottostare alla richiesta della Sorgente purché il tempo torni indietro ed entrambe le sue sorelle vengano con questo salvate (infatti anche Prue rischia di essere uccisa da una squadra di militari), illudendosi che Cole potrà avvertirle al suo posto. Il tempo torna indietro al momento dello scontro di Prue e Piper con Shax ma questa volta, proprio a causa dell'intervento della Sorgente, né Phoebe né Cole sono presenti ad aiutare le due sorelle, con il risultato che il demone riesce facilmente ad uccidere Prue e il dottor Griffiths, mentre Piper viene solo tramortita. L'episodio si conclude proprio con Shax che svanisce in un vortice di vento, sbattendo la porta.
- Guest star: Matt Malloy (Dr. Griffiths), Mercedes Colon (Elana Dominguez).
- Altri interpreti: Michael Bailey Smith (Shax e La Sorgente), Marianna Elliott (Alice Hicks), Mark Bennington (Cameraman), Joe O'Connor (Direttore notiziario), Margaret Easley (Direttrice notiziario), Tommy Hicks (Capitano), Rebekah Louise Smith (Suzie Johnson), Lee Spencer (Avvocato), Joe Torrenueva (Reporter 1), John Torbett (Reporter 2).
- Curiosità: questo è l'ultimo episodio in cui compare il personaggio di Prue, che si scoprirà morta solo nel primo episodio della quarta serie. Non si è certi se Shannen Doherty avesse già deciso di lasciare il cast di Streghe e se, quindi, il finale di questo episodio dovesse necessariamente significare la morte di Prue.
- Nota: durante la scena nell'ufficio del notiziario un giornalista dice che loro devono essere i primi a diffondere il video che mostra Prue e Piper sconfiggere il demone prima che lo faccia qualcun altro. Da qui nasce un dibattito sul diffondere o meno il video. Subito dopo però un'altra giornalista dice che la scena è già stata vista in diretta da duecento mila spettatori.